# Musivavis
Musivavis is een geslacht van uitgestorven vogels uit het Vroeg- Krijt van het huidige China, behorende tot de Enantiornithes. De enige benoemde soort is Musivavis amabilis.

## Vondst en naamgeving
Bij Shangheshou in Liaoning werd rond 2000 het fossiel gevonden van een kleine vogel. Pas tien jaar later werd er aandacht aan besteed. Het werd geprepareerd door Wang M.
In 2022 werd de typesoort Musivavis amabilis benoemd en beschreven door Wang Xuri, Andrea Cau, Luo Xiaoling, Martin Kundrát, Wu Wensheng, Ju Shubin Ju, Guo Zhen, Liu Yichuan en Ji Qiang. De geslachtsnaam is een combinatie van het Latijn musivum, 'mozaiek', en avis, 'vogel', een verwijzing naar de mozaïekevolutie. De soortaanduiding betekent 'beminnelijk' in het Latijn omdat Musivavis zo'n schattig klein vogeltje was en het fossiel zo mooi bewaard is gebleven.
Het holotype MHGU-3000 is gevonden in een laag van de Jiufotangformatie van de Jeholgroep die dateert uit het Aptien. Het bestaat uit een vrij volledig skelet met schedel, platgedrukt op een enkele plaat. Het skelet ligt grotendeels in anatomisch verband. Delen van het verenkleed zijn bewaard gebleven. Het betreft een jongvolwassen individu. Het maakt deel uit van de collectie van het Museum of Hebei GEO University.

## Beschrijving

### Grootte en onderscheidende kenmerken
Musivavis is een vrij kleine soort met een vleugelspanwijdte, inclusief slagpennen, van zo'n dertig centimeter.
De beschrijvers wisten enkele onderscheidende kenmerken vast te stellen. Vier daarvan zijn autapomorfieën, unieke afgeleide eigenschappen. De trog op de tak van het vorkbeen is diep en zet zich voort over het binnenste derde deel van het hypocleidium. Het borstbeen bezit voorste buitenste uitsteeksels die schuin naar voren en buiten uitsteken in plaat van haaks naar buiten. De vlakke voorrand van het borstbeen raakt gebogen achter het voorste zijuitsteeksel. Het eerste kootje van de eerste vinger heeft een bovenste uiteinde dat overdwars verbreed is gevolgd door een slanke schacht wat resulteert in een holle bovenste binnenhoek.
Daarnaast is er een voor Bohaiornithidae unieke combinatie van op zich niet unieke kenmerken. Het pygostyle van het staartuiteinde vernauwt zich achteraan abrupt, net als bij Gretcheniao. Bij het vorkbeen loopt een scherpe kiel onder de volle lengte van de voorste onderzijde, van het punt af waar de takken elkaar raken tot aan de voorste punt. Bij het borstbeen steekt het zwaardvormig uitsteeksel bijna net zo ver naar achteren als het uiteinde van het buitenste achterste uitsteeksel en verbreed zich tot een stomp uiteinde. Het belang hiervan werd echter gerelativeerd door het gegeven dat Musivavis volgens de beschrijvers zelf helemaal niet tot de Bohaiornithidae behoort.

### Skelet
Musivavis heeft een vrij korte en stompe kop. De praemaxilla is vrij laag. De opgaande tak raakt de oogkas niet. Het bovenkaaksbeen is robuust met een rechteronderrand en een verbrede bovenrand. Het traanbeen lijkt T-vormig, met een hol bovenprofiel bij de kruising. De voorste tak van het voorhoofdsbeen is rechthoekig met een driehoekige uitholling net als bij Piscivorenantiornis. Tussen de gevorkte voorrand van de gepaarde voorhoofdsbeenderen en de achterste welving van de frontalia bevindt zich een diepe ovale inzinking. Die is niet verder van Mesozoïsche vogels bekend maar werd niet als autapomorfie gekenmerkt omdat deze zone bij veel taxa niet te controleren valt. De structuur zou kunnen samenhangen met de reuklobben en de verbinding met het kraakbeen van het mesethmoïde. In het oog bevindt zich een scleraalring van veertien afgeronde rechthoekige plaatjes waarvan de bovenste zeven veel groter zijn dan de onderste.
In de onderkaak heeft het surangulare extreem taps toelopende voorste en achterste takken. De praemaxilla draagt vier kleine, iets naar achteren gekromde, kegelvormige tanden, een millimeter hoog. De afstand tussen de tanden is ongeveer gelijk aan de kroonbreedte. Het bovenkaaksbeen draagt zes tanden die veel groter zijn. Het dentarium van de onderkaak draagt minstens vier tanden die kleiner zijn dan de premaxillaire of maxillaire tanden maar ook kegelvormig.
Er zijn minstens negen halswervels. De nek is vrij kort en robuust. Er zijn minstens zeven sacrale wervels.
Het borstbeen is met zes paar sternale ribben met de borstkas verbonden. Het ravenbeksbeen heeft een sterk verbreed uiteinde aan de kant van het borstbeen. Het schouderblad is lang en recht, met 87 procent van de lengte van het opperarmbeen. Het vorkbeen is Y-vormig, waarbij het hypocleidium 70 procent heeft van de lengte van de takken die een hoek van 45 graden met elkaar maken. Bij het borstbeen heeft de zijrand een kleine inkeping. De achterrand heeft een buitenste uitsteeksel dat schuin naar buiten uitsteekt en eindigt in een driehoekige verbreding waarvan de langste punt naar binnen gericht is. De tussenliggende uitsteeksels van de achterrand zijn schuin naar binnen gericht.
De vleugel is vrij kort, ongeveer even lang als de achterpoot. Bij het opperarmbeen is de crista bicapitalis niet uitgehold. De deltopectorale kam is niet sterk ontwikkeld. Het eerste middenhandsbeen is rechthoekig met 29 procent van de lengte van het rechte tweede middenhandsbeen. Ook het derde middenhandsbeen is recht en heeft een nauwe tussenruimte met het tweede middenhandsbeen. De formule van de vingerkootjes is 2-3-1-0-0. De eerste vinger steekt niet verder uit dan twee derden van de schacht van het tweede middenhandsbeen. De eerste handklauw is kleiner en minder gekromd dan de tweede handklauw, anders dan bij bohaiornithiden.
Het onderbeen is tamelijk lang. Het onderste uiteinde van het tweede middenvoetsbeen is ongeveer even breed als dat van het derde in plaats van breder zoals bij Hebeiornis en Sinornis. De tweede teen is de meest robuuste maar de derde teen is de langste. De voetklauwen zijn scherp en iets gekromd. De vierde voetklauw is duidelijk kleiner, zoals bij de bohaiornithiden. De eerste voetklauw is de grootste, zoals bij de pengornithiden.

## Fylogenie
Musivavis werd binnen de Enantiornithes door een kladistische analyse aangetroffen in een klade die de zustergroep is van een klade die de Bohaiornithidae en Pengornithidae omvat. Musivavis is zelf de zustersoort van Dunhuangia. Musivavis is duidelijk kleiner dan de soorten die vlak bij hem in de stamboom staan. Dit is de mozaïekevolutie waarnaar zijn naam verwijst en vormt een aanwijzing dat een andere ecologische niche bezet werd dan bij verwanten.